# 1473

## Родени
- 19 февруари – Николай Коперник, полски астроном